# Bartlettina
Bartlettina este un gen de plante din familia Asteraceae, ordinul Asterales.